# Aspilota odarka
Aspilota odarka är en stekelart som beskrevs av Sergey A. Belokobylskij 2007. Aspilota odarka ingår i släktet Aspilota och familjen bracksteklar. Inga underarter finns listade.